# Aderonke Apata
Aderonke Apata (20 de enero de 1967) es una activista LGBT nigeriana, ex solicitante de asilo y abogada. Recibió amplia atención de los medios debido a su caso de asilo en el Reino Unido. Apata es la fundadora de African Rainbow Family, una organización benéfica LGBT.

## Biografía
Aderonke Apata nació el 20 de enero de 1967 en Nigeria. Apata se dio cuenta por primera vez de que era lesbiana a la edad de 16 años. Ya que tanto la familia de Apata como la de su marido sospechaban que era lesbiana, y la familia del marido también que tenía una aventura, fue arrestada después de que la policía la encontrara realizando actos homosexuales en su apartamento, siendo llevada ante un tribunal de la sharia, donde Apata fue condenada a muerte por lapidación por los "delitos" de adulterio y brujería. Sin embargo, la sentencia se suspendió cuando uno de sus abogados planteó un tecnicismo legal. Antes de ser llevada a juicio, la enviaron a una prisión donde la colocaron en una celda abierta con otras reclusas.
Apata huyó de Nigeria a Londres, Reino Unido, donde solicitó asilo por primera vez por motivos religiosos en 2004 debido a que provenía de una familia cristiana, pero se había casado con un hombre musulmán en un arreglo que trataba de encubrir una relación a largo plazo con otra mujer. Después de que sus dos solicitudes iniciales de asilo fueran rechazadas, se vio obligada a vivir en las calles de Mánchester para evitar la deportación. En octubre de 2012, pasó una semana en confinamiento solitario en el Centro de Expulsión de Inmigrantes de Yarl's Wood como castigo por encabezar una manifestación pacífica en el centro. Durante este tiempo, recibió asesoramiento legal deficiente, por lo que decidió estudiar la ley de inmigración por sí sola.
En 2012, después de que Apata fuera sorprendida trabajando como asistente sanitaria con un visado falso, volvió a intentar solicitar asilo por temor a regresar a Nigeria y ser perseguida por su sexualidad. Esta solicitud de asilo y otra más fueron rechazadas en 2014 y el 1 de abril de 2015 respectivamente porque el Ministerio del Interior (HO), parte del gobierno del Reino Unido, no creía que ella fuera lesbiana debido a que anteriormente había tenido una relación con un hombre y tenía hijos con ese hombre. En 2014, Apata dijo que enviaría un video explícito de ella misma al Ministerio del Interior para demostrar su sexualidad. Esto dio como resultado que su solicitud de asilo obtuviera un amplio apoyo, con múltiples peticiones creadas en su apoyo, que obtuvieron cientos de miles de firmas combinadas. Estuvo a punto de ser deportada de regreso a Nigeria una vez más, pero mientras conducía al aeropuerto le dijeron que su vuelo a Nigeria había sido cancelado.
El 8 de agosto de 2017, después de una batalla legal de trece años (durante los cuales se representó parcialmente a sí misma ante los tribunales) y después de que se programara una nueva apelación de Apata para fines de julio, el Ministerio del Interior le concedió finalmente el estatus de refugiada en el Reino Unido. El permiso de asilo que se le había otorgado a Apata solo duraría cinco años, pero entonces podría solicitar la residencia permanente en el Reino Unido.
En 2018, Apata comenzó su formación jurídica formal y el 13 de octubre de 2022, Apata fue admitida en el colegio de la abogacía.

## Vida personal
En Nigeria, Apata tenía novia después de graduarse y vivían juntas en un apartamento.
En 2005, a Apata le diagnosticaron trastorno de estrés postraumático (TEPT) e intentó suicidarse cuando estaba en prisión y se enfrentaba a la deportación. En 2012, la expareja de Apata fue asesinada en un incidente con vigilantes clandestinos. El hermano de Apata y su hijo de tres años también murieron tratando de defenderse.
Desde 2015, Apata está comprometida con Happiness Agboro, a quien anteriormente se le había otorgado el estatus de refugiada en el Reino Unido por su sexualidad. Desde 2017, Apata reside legalmente en el Reino Unido.

## Premios y reconocimientos
- Premio LGBT Positive Role Model de los 3rd National Diversity Awards (2014).[13]
- Activista del año de los 24th Sexual Freedom Awards (2018).[14]